# Agenția de Stat pentru Securitate Națională
Agenția de Stat pentru Securitate Națională (în bulgară Държавна агенция "Национална сигурност", transliterat: Darjavna agențiia „Naționalna sigurnost”, acronim ДАНС, DANS) este o agenție din subordinea Consiliului de Miniștri , care implementează politica de protecție a securității naționale. Este specializată în contrainformații și securitate, iar responsabilitatea sa principală este de a detecta, a preveni și de a neutraliza amenințările care apar la adresa securității naționale în Republica Bulgaria.
A apărut în 2008 în forma actuală, după reorganizarea Serviciului Național de Securitate fondat în 1991. Legea Agenției de Stat pentru Securitate Națională atribuie agenției protecția împotriva încălcării intereselor naționale, a drepturilor și libertăților omului, a integrității teritoriale, a independenței, a suveranității, a democrației și a ordinii constituționale în Republica Bulgaria.
Este cea mai puternică agenție de securitate din Bulgaria. Agenția este constituită pentru a garanta că nu are loc nicio ingerință străină în afacerile interne ale Bulgariei și pentru a furniza celor mai înalte autorități ale statului informațiile necesare conducerii politicii de securitate națională și procesului decizional în conformitate cu interesele naționale. 
Pentru a-și îndeplini atribuțiile, DANS folosește în activitatea sa întregul spectru de mijloace și resurse de contrainformații. Agenția este responsabilă pentru îmbunătățirea constantă a capacităților sale ca parte integrantă a Comunității de Informații Bulgare, a Sistemului Național de Securitate și a sistemului de securitate al comunității democratice al UE și a statelor membre NATO.

## Istorie
DANS își are originile în poliția politică și unitățile de contrainformații strâns legate de Securitatea Statului, serviciul de securitate al regimului totalitar comunist din Republica Populară Bulgaria. Odată cu prăbușirea sistemelor totalitare de guvernare la începutul anului 1990, acestea au fost transformate în Serviciul Național de Protecție a Constituției (Format:Labg), redenumit în 1991 ca Serviciul Național de Securitate (Национална служба „Сигурност“). Serviciul a primit forma actuală de agenție de stat în 2008, când i s-au adăugat câteva servicii mai mici - Direcția „Protecția Mijloacele de Comunicare”, Serviciul „Securitate – Poliția Militară și Contrainformații Militare” și Agenția de Informații Financiare.
În martie 2011, Constantin Cazacov (Константин Казаков) a fost numit director al DANS, acesta a demisionat la sfârșitul lunii mai 2013, după alegerile parlamentare anticipate organizate la începutul acestei luni, pe 12. La 14 iunie, fără nicio dezbatere, cu excepția unui scurt discurs al liderului PSB, Serghei Stanișev , Adunarea Națională l-a ales pe deputatul DPS, Delian Peevski (Делян Пеевски), ca președinte al DANS. Nominalizarea sa a fost prezentată de prim-ministrul Plamen Oreșarski. La doar câteva ore după această numire, în aceeași zi, zeci de mii de oameni au ieșit să protesteze în centrul Sofiei. A doua zi, Peevski a demisionat din funcție, iar Adunarea Națională a revocat decizia privind numirea. În perioada 2013-2015, președintele DANS a fost Vladimir Pisanciev (Владимир Писанчев). Din martie 2015, funcția este deținută de Dimitar Zdravkov Georgiev (Димитър Здравков Георгиев).